# Mozonte
Mozonte là một khu tự quản thuộc tỉnh Nueva Segovia, Nicaragua. Khu tự quản Mozonte có diện tích 218 ki lô mét vuông. Đến thời điểm năm 2005, huyện Mozonte có dân số 6795 người.